# والتر جی. اونگ
والتر جی. آونگ (انگلیسی: Walter J. Ong؛ ۳۰ نوامبر ۱۹۱۲ – ۱۲ اوت ۲۰۰۳) انسان‌شناس، تاریخ‌نگار، نویسنده، فیلسوف، کشیش انجمن عیسی، منتقد ادبی و روزنامه‌نگار اهل ایالات متحده آمریکا بود.
وی همچنین برندهٔ جوایزی همچون کمک‌هزینه گوگنهایم شده‌است.